# Empfertshausen
Empfertshausen ist eine Gemeinde im Wartburgkreis in Thüringen. Erfüllende Gemeinde für Empfertshausen ist die Gemeinde Dermbach. Empfertshausen wurde besonders als Schnitzerdorf bekannt und liegt im UNESCO-Biosphärenreservat Rhön.

## Geografie

### Geografische Lage
Die Gemeinde Empfertshausen liegt in der Auersberger Kuppenrhön und gehört zum Biosphärenreservat Rhön.

### Nachbargemeinden und -städte
Die Gemeinde grenzt im Norden und Osten an Dermbach, im Süden und Westen an Kaltennordheim.

### Berge
Die Landschaft um Empfertshausen wird durch die Berge und Täler der Vorderen Rhön bestimmt.
Als höchster Punkt der Gemeinde gilt der Horbel (665,4 m ü. NN).

### Flüsse
Der Schmerbach ist ein Quellbach der Felda; er entspringt an der Landesgrenze zu Hessen am Westhang des Horbel. Die Wasserführung war ausreichend, um die am Nordrand des Orts befindliche Schmerbachmühle betreiben zu können. Ein Mühlbach, welcher die Versorgung gewährleistete, existiert noch.

## Geschichte

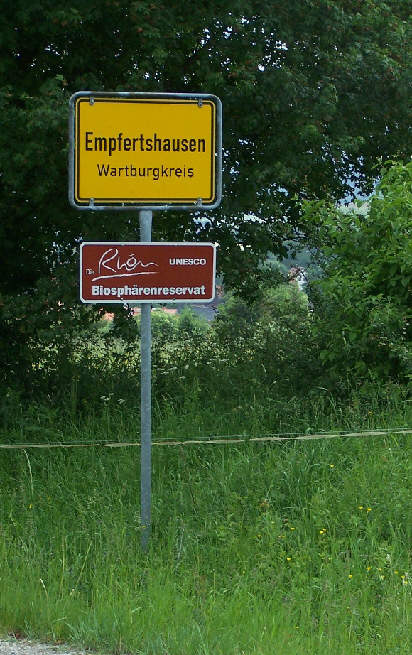
Ortseingang

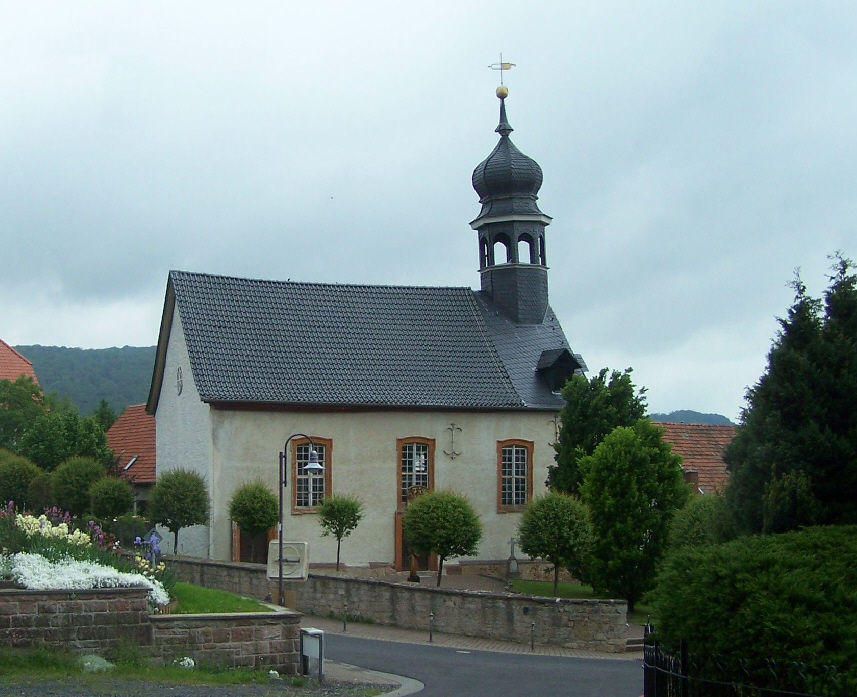
Die evangelische Kirche

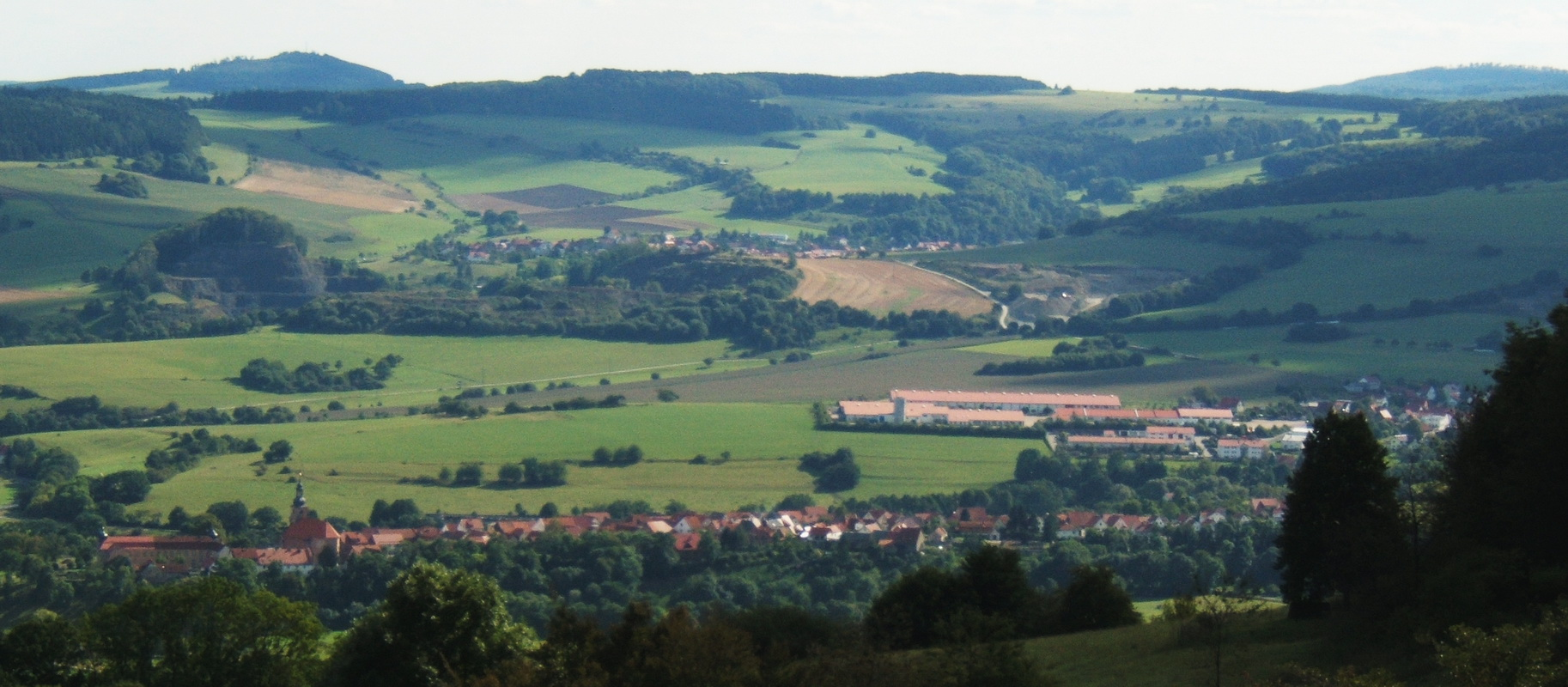
Blick vom Gläserberg auf Zella/Rhön, Empfertshausen und Klings (v.v.n.h.)

### Mittelalter
Im Jahre 825 wurde der Ort in einer Schenkungsurkunde an das Kloster Fulda zum ersten Mal genannt. Die als „Orentil“ und „Francswind“ genannten Schenker übergaben am 22. September 825 neben anderen Besitztümern im Ort auch 3 Leibeigene und 30 ungezähmte Pferde. 1284 nennt ein Verzeichnis des Klosters Zella für den Ort „Empenfrideshusen 5 Mansen, 3 Halbmansen, 2 Hufen, 2 Kühe, 13 Schweine und 20 Ziegen als dem Kloster zu eigen“. 1317 wurde der Ort als Teil der Zehnt Dermbach erwähnt. Ab 1328 befand sich der Amts- und Verwaltungssitz des fuldischen Amts Fischberg, zu dem Empfertshausen nun gerechnet wurde, im Nachbarort Klings. Die Pfarrei für Empfertshausen befand sich im Nachbarort Fischbach.

### Frühe Neuzeit
Wegen ihrer Teilnahme am Bauernkrieg wurden die Empfertshäuser Bauern mit einer Strafe belegt, sie hatten zusätzlich zu den fälligen Abgaben 15 Malter Hafer an das Kloster abzuführen. Die Reformation erreichte auch Empfertshausen: Nicolaus Dietrich wechselte 1544 als erster Pfarrer im Amt Fischberg zum evangelischen Glauben über. Der Fuldaer Abt Balthasar von Dernbach begann bereits 1570 einen ersten Versuch der Rekatholisierung; hieraus entstanden bis Mitte des 18. Jahrhunderts zahlreiche soziale Spannungen und Konflikte zwischen den Orten Zella und Föhlritz als katholische Enklaven einerseits und deren Nachbarorten mit einer überwiegend protestantischer Bevölkerung.
Schwer wurde Empfertshausen im Dreißigjährigen Krieg mitgenommen: 1649 hatte der Ort nur noch 18 Wohnhäuser und 15 Einwohner, 1631 waren es dagegen 54 Wohnhäuser mit (?)51 Einwohnern. Infolge der Pest waren 1635 im Dorf 86 Einwohner verstorben.

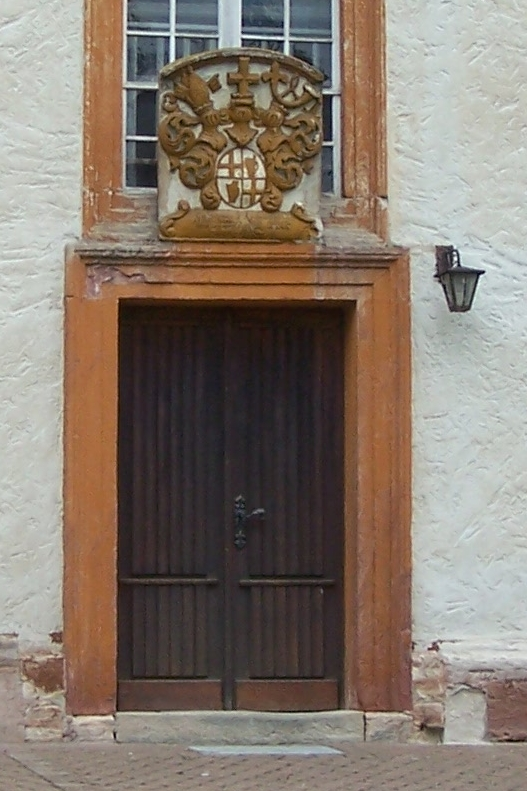
Das Portal mit Wappenstein der ehemals Katholischen Kirche

### 18. Jahrhundert
Als Teil der hennebergischen Erbmasse gelangte das Amt Fischberg an das Herzogtum Sachsen. 1707 erhielt die Abtei Fulda das Amt Fischberg zurück und begann sofort einen Prozess der Rekatholisierung; dabei spielten die 1718 im Nachbarort errichtete Propstei Zella und das neu geschaffene Kloster in Dermbach eine bedeutende Rolle.
Fürstabt Constantin von Buttlar ließ zeitgleich im Ort eine massive Kirche aus Stein erbauen; sie wurde 1719 geweiht, der Turm, eigentlich nur ein achteckiger Dachreiter aus Fachwerk, wurde erst 1776 hinzugefügt. Das Innere der Kirche misst 17,6 m in der Länge und etwa 8 m in der Breite. Im Altarraum befindet sich die mit Laubsägearbeiten verzierte Orgelempore. Kanzel, Taufgestell und Lesekanzel sind eher schlichte Arbeiten.
Wegen des rauen Klimas der Rhön waren die landwirtschaftlichen Erträge gering, deshalb wurden die Viehzucht und der Anbau von Flachs bevorzugt. Empfertshausen war zunächst ein auf Weberei und Blaudruck spezialisiertes Dorf; hierzu wurden kunstvolle Druckmodelle von begabten Schnitzern vor Ort hergestellt. Bereits um 1780 war das Schnitzen als Gewerbe im Ort nachweisbar. Das heutige Ortswappen zitiert dieses Handwerk mit einem Pferd als Motiv. Um 1790 entstand eine sehr enge Zusammenarbeit mit Ruhlaer Unternehmern, die sich mit der Herstellung von Tabakpfeifen befassten. Die Empfertshäuser lieferten zunächst nur kunsthandwerkliche Pfeifenköpfe auf Bestellung; später kam auch die Schnitzerei von Peitschenstöcken, Back- und Buttermodellen sowie Krippenfiguren hinzu. Die Schnitzerei entwickelte sich zum Kunstgewerbe.

### 19. Jahrhundert
Mit den territorialen Veränderungen nach dem Wiener Kongress wurde das Dermbacher Gebiet wieder Teil des Eisenacher Oberlandes und gelangte 1815 an das Großherzogtum Sachsen-Weimar-Eisenach, Amtsgerichtsbezirk Kaltennordheim. Im Juli 1866 fanden im Deutschen Krieg im Feldatal schwere Gefechte zwischen preußischen und königlich bayerischen Einheiten statt; diese Ereignisse waren Teil des Mainfeldzugs.
Im Jahre 1835 gründete der sehr begabte Pfeifenkopfschnitzer Adam Bley eine eigene Werkstatt, und 1875 wurden bereits 50 Schnitzerwerkstätten im Ort gezählt.

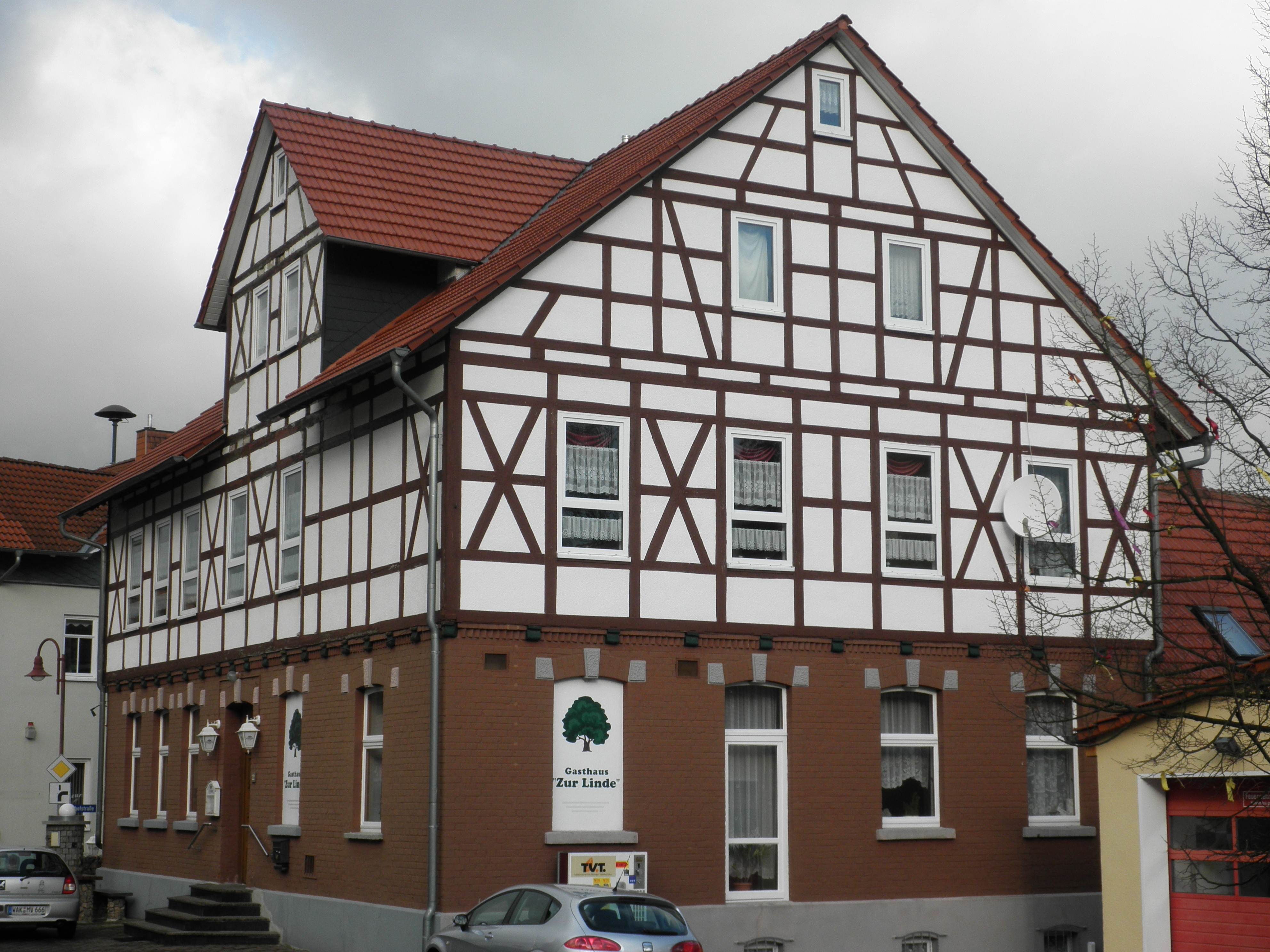
Gasthaus zur Linde

Im Jahr 1879 wurden, basierend auf der Volkszählung von 1875, erstmals statistische Angaben zum Ort publiziert. Empfertshausen hatte in diesem Jahr 86 Wohnhäuser mit 448 Einwohnern. Die Größe der Flur betrug 418,0 ha, davon Höfe und Gärten 8,9 ha, Wiesen 141,1 ha, Ackerfläche 172,9 ha, Wald 24,4 ha, Teiche, Bäche und Flüsse 0,02 ha. Auf Wege, Triften, Ödland und Obstbauplantagen entfielen 70,7 ha. Das Dorf hatte einen Viehbestand von 4 Pferden, 204 Rindern, 171 Schafen, 63 Ziegen und 9 Schweinen. Zum Dorf wurde auch die Schmerbachsmühle gezählt.
Der Bau der Feldabahn 1884 hatte für die Feldatal-Orte einen spürbaren wirtschaftlichen Aufschwung zur Folge. Ein Besuch des Großherzogs Carl Alexander von Sachsen-Weimar-Eisenach im Jahre 1878 bewirkte die Gründung der ersten Schnitzerschule in der Rhön; sie stand unter der Leitung des Bildhauers Reinhold Giese und wurde als Berufsschule eröffnet.

### 20. Jahrhundert
Bereits 1898 erfolgte die Eröffnung der Staatlichen Schnitzschule Empfertshausen in den Räumlichkeiten der alten Dorfschule. Dort wurden Gesellenprüfungen und ab 1903 auch Meisterprüfungen abgenommen. Die Anfangsjahre des neuen Jahrhunderts waren auch in der Schnitzerei erfolgreich. Der Erste Weltkrieg brachte einen schweren Rückschlag. Die Mehrzahl der Handwerker wurde einberufen, 16 Einwohner fielen an der Front. Im und nach dem Krieg mussten auch Hand-, Arm- und Beinprothesen für die Versehrten gefertigt werden. Das traditionelle Sortiment wurde mit der Spielzeugproduktion erweitert. Mitte der 1920er Jahre kam Professor Blechschmidt nach Empfertshausen, unterrichtete in der Schnitzschule und führte die Anfertigung vollendet gestalteter Holzkleinplastiken ein.
1937 wurde die nationalsozialistische Staatliche Schnitzerschule Empfertshausen in einen großzügigen, modernen Neubau oberhalb des Ortes in der Andenhäuser Straße verlagert. Leiter wurde der Bildhauer Erich Sperling, der aus dem späteren Kriegseinsatz nicht zurückkehrte. 1943 wurde die Schule geschlossen.
Anfang 1945 wurde ein Teil der Gemälde der Weimarer Kunstsammlungen aus der durch Luftangriffe gefährdeten Stadt in die Staatliche Schnitzerschule Empfertshausen verbracht. Im März 1946 wählte ein sowjetischer General 22 besonders wertvolle Gemälde aus, darunter solche von großen niederländischen Meistern, die in die UdSSR verschickt wurden. Danach liehen sich sowjetische Dienststellen aus dem Depot Gemälde aus, andere wurden gestohlen. Als die sowjetische Kommandantur 1948 aufgelöst wurde, fehlten weitere 68 Gemälde.
Das Schulgebäude diente den Besatzungsmächten als Kaserne, dann war es Obdachlosen- und Altenheim. Die Schnitzbänke und Arbeitsmittel waren entwendet worden. 1947 konnte die Schnitzerschule mit viel Improvisation wiedereröffnet werden, wobei sich der aus Kriegsgefangenschaft zurückgekehrte Bildhauer und Kunsterzieher Otto Schmidt besondere Verdienste erwarb. Er wurde 1949 Direktor der Schule. Im gleichen Jahr konnte ein Erweiterungsbau als Internat bezogen werden.

### DDR-Zeit und Gegenwart
Bei den Verwaltungsreformen in den Jahren 1950 und 1952 wurde der Ort Empfertshausen in den Bezirk Suhl und den neu geschaffenen Kreis Bad Salzungen eingegliedert. Während der DDR-Zeit befand sich die Gemeinde bis 1972 im Sperrgebiet an der Grenze zur Bundesrepublik Deutschland und war von den Umlandbewohnern nur mit Passierschein zu erreichen. Für große Unruhe unter der Bevölkerung sorgten Gerüchte über eine im Juni 1952 vorbereitete Deportation missliebiger Personen aus der Grenzregion um Kaltennordheim. Dort waren am Bahnhof ungewöhnlich viele Güterwagen eingetroffen; zahlreiche Familien verließen deshalb in Panik ihre Heimat und flüchteten über die noch offene Grenze nach Hessen.
Im Ort wurde eine LPG eingerichtet. Die durch Agitation, später auch zwangsweise Verstaatlichung erfolgte Vereinigung der zahlreichen Handwerksbetriebe zum VEB Rhönkunst erfolgte zwischen 1953 und 1976. Die etwa 660 Beschäftigten dieses Betriebes stellten neben kunsthandwerklichen Artikeln auch Kleinmöbel her, die zum Großteil in der Bundesrepublik und in den skandinavischen Ländern gegen Devisen abgesetzt wurden.
Die Schnitzschule war ab 1951/52 Fachgrundschule für Angewandte Kunst. Als aus politischen Gründen ein Schüler zu sieben Jahren Haft im Zuchthaus Bautzen verurteilt worden war, gab es eine Petition der Meisterklasse an den Staatsratsvorsitzenden Walter Ulbricht mit darauffolgenden Repressionen. 1963 überwanden zwei Schülerinnen die Grenzanlagen mit Hilfe eines Grenzsoldaten, der dabei ums Leben kam. Im gleichen Jahr wurde die Fachgrundschule aufgelöst und die Ausbildung zum Holzbildhauer dem VEB Rhönkunst Empfertshausen im Ort übertragen. Die bisherige Schnitzerschule wurde normale Zentralschule, die bis 1992 Bestand hatte.
1986 wurde die geschnitzte Tafel der Gefallenen und Vermissten des Zweiten Weltkrieges (1939–1945) in der Kirche eingeweiht. Im November 1989 führte der Druck der Bevölkerung zur Öffnung der Grenzsperranlagen. Bei Andenhausen entstand ein provisorischer Grenzübergang.
Die Berufsausbildung zum Holzbildhauer konnte durch persönlichen Einsatz der Lehrkräfte und anderer verantwortungsbewusster Persönlichkeiten über die Wende dauerhaft gerettet werden.

### Religionen
Seit 1999 ist Empfertshausen Sitz einer evangelisch-lutherischen Kirchengemeinde. Die Pfarrei ist zuständig für die Orte Empfertshausen mit Andenhausen, Neidhartshausen, Brunnhartshausen sowie für die evangelischen Gläubigen in Zella/Rhön, Steinberg und Föhlritz.
Die Katholiken des Ortes gehören zur Pfarrei Mariä Himmelfahrt des Bistums Fulda mit Sitz in Zella/Rhön.

### Einwohnerentwicklung
Entwicklung der Einwohnerzahl:
- 1995: 690
- 2000: 670
- 2005: 649
- 2010: 607
- 2015: 577
- 2016: 560
- 2017: 549
- 2018: 540
- 2019: 546
- 2020: 524
- 2021: 515
- 2022: 523
- 2023: 509

 Datenquelle: ab 1994 Thüringer Landesamt für Statistik, Werte vom 31. Dezember

## Politik

### Gemeinderat
Der Gemeinderat von Empfertshausen setzt sich aus acht Ratsherren zusammen:
- CDU: 3 Sitze
- Wählergruppe FFW Empfertshausen: 5 Sitze

(Stand: Kommunalwahl am 26. Mai 2024)

### Bürgermeister
Am 28. November 2021 wurde Antonio Häfner (parteilos) mit 80,7 % der abgegebenen gültigen Stimmen zum ehrenamtlichen Bürgermeister von Empfertshausen gewählt.

### Wappen
Das Gemeindewappen zeigt ein springendes Pferd und die Jahreszahl 825 in einem wappenförmigen blauen Schild.

## Kultur und Sehenswürdigkeiten

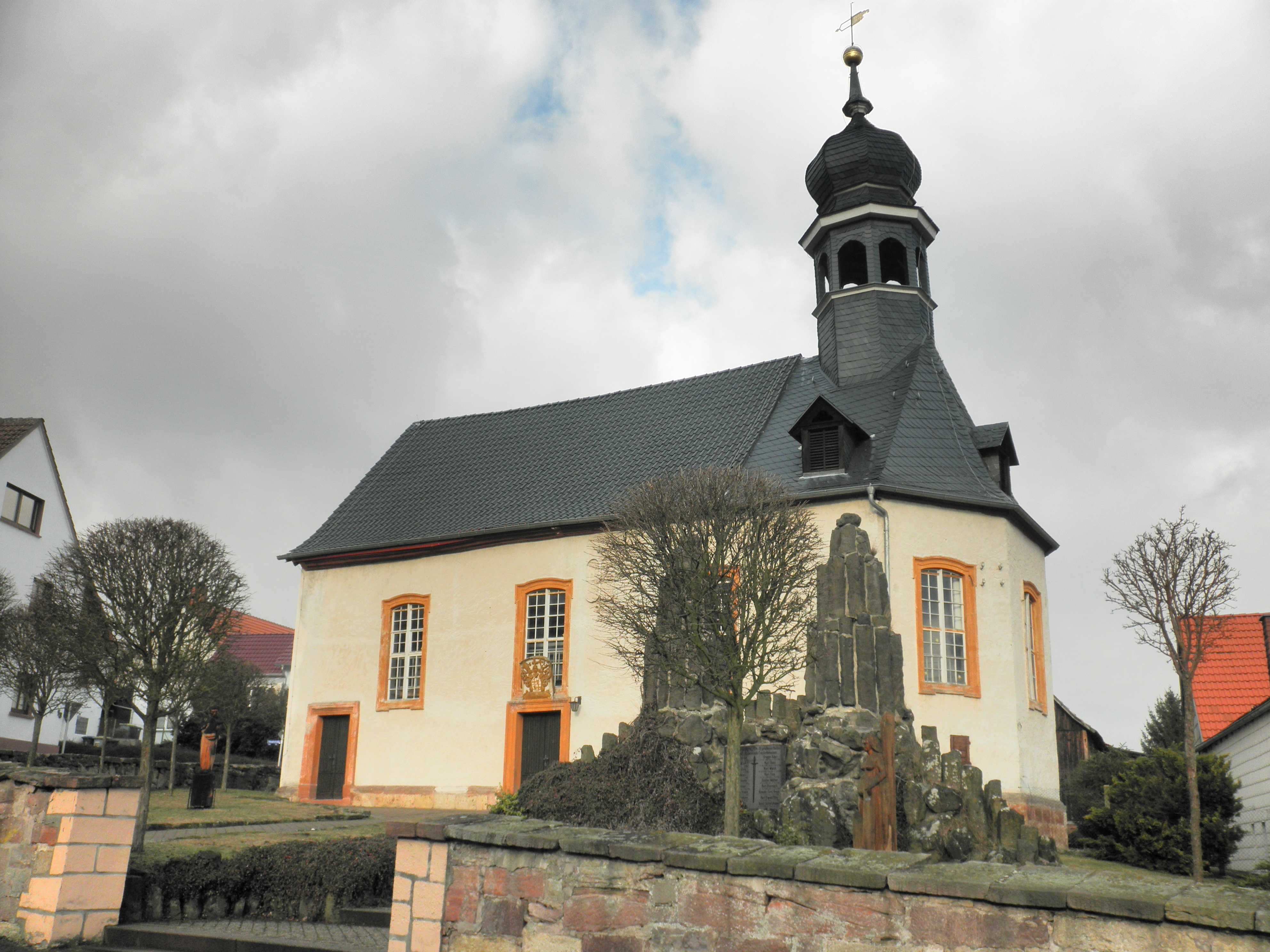
Evangelische Erlöserkirche
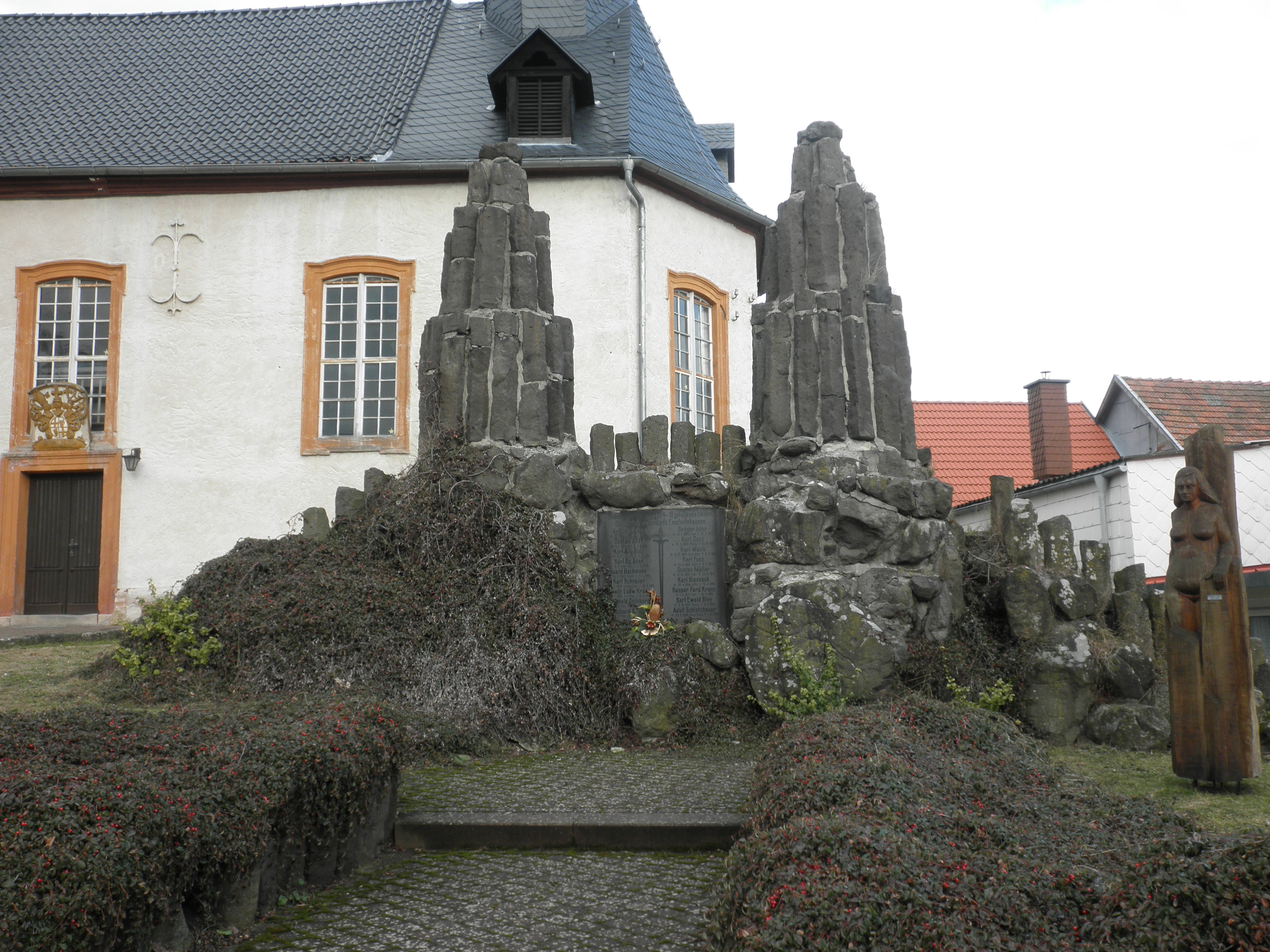
Kriegerdenkmal 1914/18
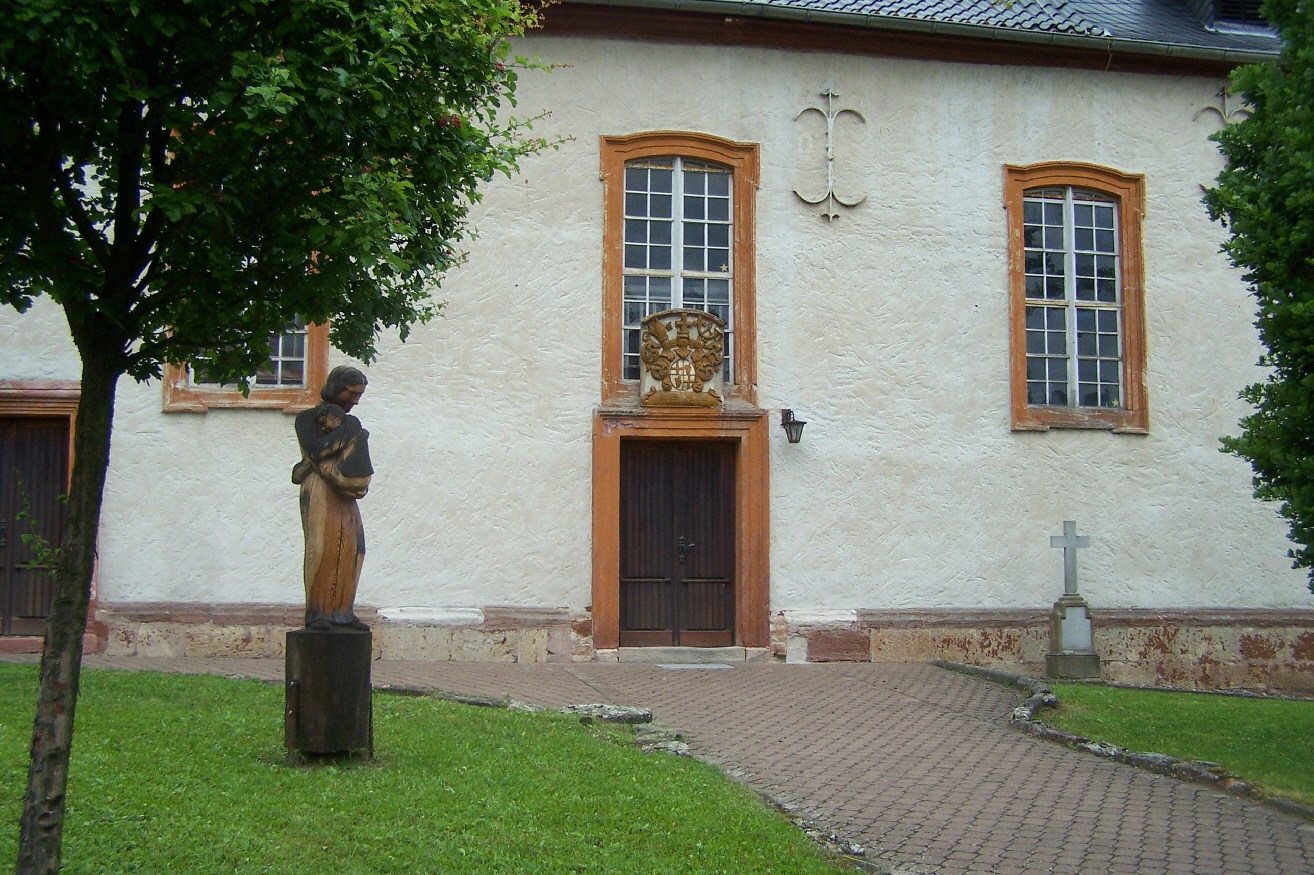
An der Kirche
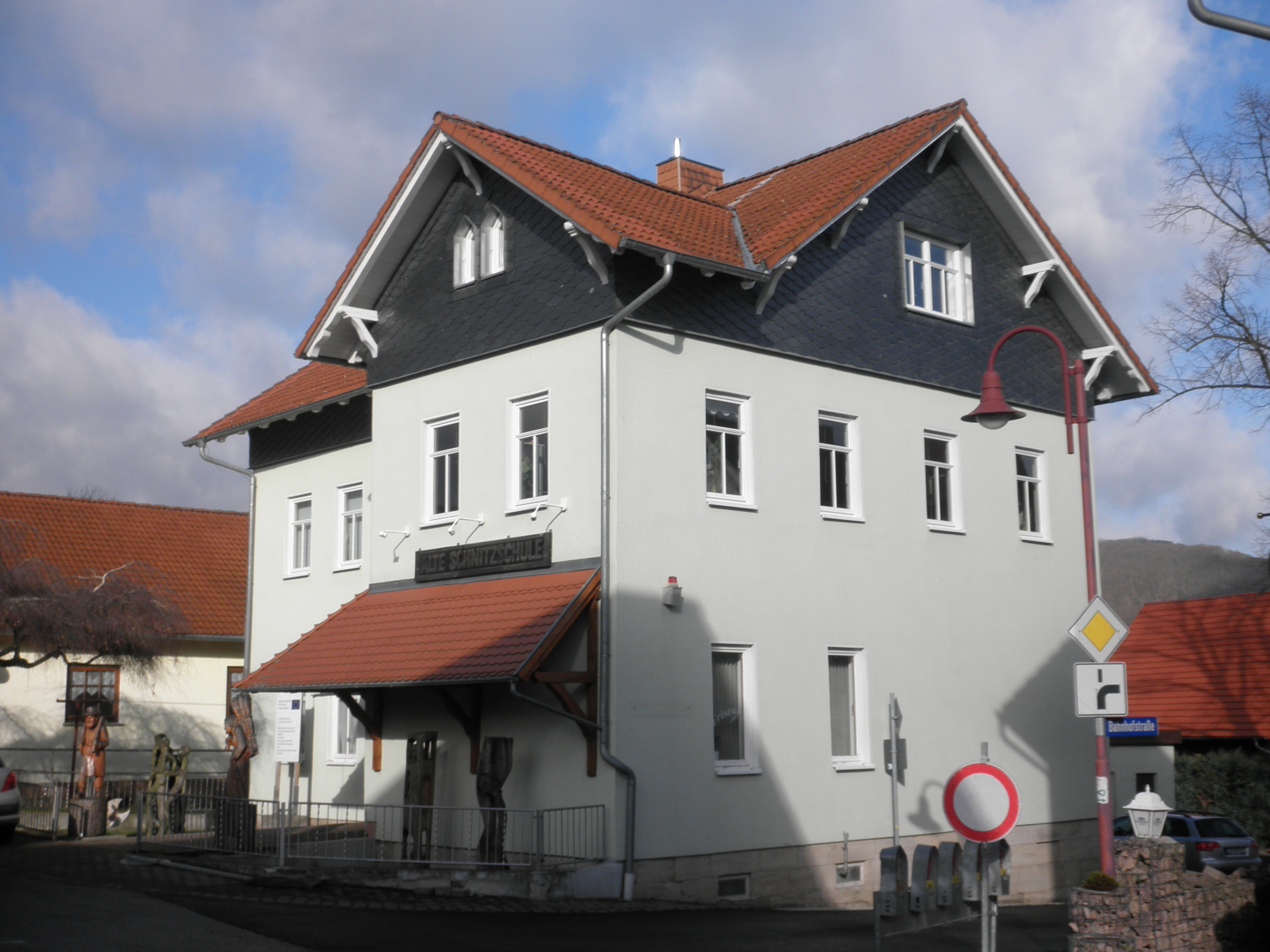
Alte Schnitzschule von 1898 (Museum)

- Im Ortszentrum befindet sich die evangelische Erlöserkirche. Sie wurde 1719 erbaut; die letzte Innenrestaurierung erfolgte 1984.
- Vor der Kirche befindet sich ein großes Kriegerdenkmal aus Basaltblöcken für die Gefallenen des Ersten Weltkriegs aus der Gemeinde und in der Kirche eine geschnitzte Tafel zum Gedenken an die Gefallenen des Zweiten Weltkriegs.
- Gegenüber der Kirche, auf dem Schulhof der Grundschule, am Eingang zum Friedhof und an weiteren markanten Plätzen wurden Holzskulpturen aufgestellt. Damit wird an die lebendige Tradition des Holzschnitzerhandwerks im Ort erinnert. Die Skulpturen sind auch ein Ergebnis des jährlich stattfindenden Rhöner Holzbildhauersymposiums, das vom Musikverein der Empfertshäuser Musikanten und anderen Künstlern begleitet wird. Es wird von Künstlern aus dem In- und Ausland besucht.
- Die sanierte Alte Schule, Hauptstraße 32, die von 1898 bis 1936 die Schnitzerschule beherbergte, wurde im Jahre 2000 als Schnitzermuseum und Begegnungsstätte ausgebaut. Tragende Säule ist der Rhöner Holzbildhauerverein. Angeboten werden neben der Ausstellung und Verkauf von Schnitzereien auch Vorträge und Schau-Schnitz-Vorführungen. Bei der Sanierung der Alten Schule wurde die frühere Fachwerkfassade durch Dämmplatten überdeckt, sodass man nicht mehr den Eindruck eines Denkmals hat.
- Die Schnitzerschule von 1936 oberhalb des Ortes
- Die Linde am alten Schulhof wurde 1988 als Naturdenkmal ausgewiesen,[18] ebenso die beiden Linden am Rodweg.
- Seit 1999 findet im Ort jährlich ein Bildhauersymposium mit internationaler Beteiligung statt.[19]

## Tourismus
Der Ort liegt nahe dem überregional bedeutsamen „Hochrhöner Wanderweg“. Der Berg Horbel im Süden der Gemeinde ist ein beliebtes Wanderziel, wo man auch auf Reste der ehemaligen innerdeutschen Grenze treffen kann.

## Wirtschaft und Infrastruktur
Gute Verkehrsanbindungen und qualifizierte Arbeitskräfte waren für Empfertshausen ausschlaggebend als nach der Wiedervereinigung Unternehmensansiedlungen vorbereitet wurden. So entstand das Gewerbegebiet „An der langen Elze“. Zu den Firmen gehören zwei Spezialfirmen für den Fenster- und Türenbau:
- Rhönfenster GmbH Empfertshausen
- Euro Systematics GmbH Empfertshausen

Datenquelle: Bundesfirmenregister
Heute sind im Gewerbegebiet die folgenden Firmen angesiedelt:
- Schmiedemeister und Schlosserei Hartmut Endter
- Unternehmensgruppe Z-Bau
- WEKO Wertstoffkontor GmbH.

Die landwirtschaftlichen Nutzenflächen werden größtenteils von der Rhönland Agrargenossenschaft e.G. mit Sitz in Dermbach und der Agrargenossenschaft „Rhönperle“ e. G. Kaltennordheim / Bremen bewirtschaftet.
Im Ort gibt es einige holzverarbeitende Handwerksbetriebe, so z. B. mehrere Holzschnitzereien und Tischlereien. Man sieht außerdem eine ganze Reihe stillgelegter größerer Produktionsstätten.

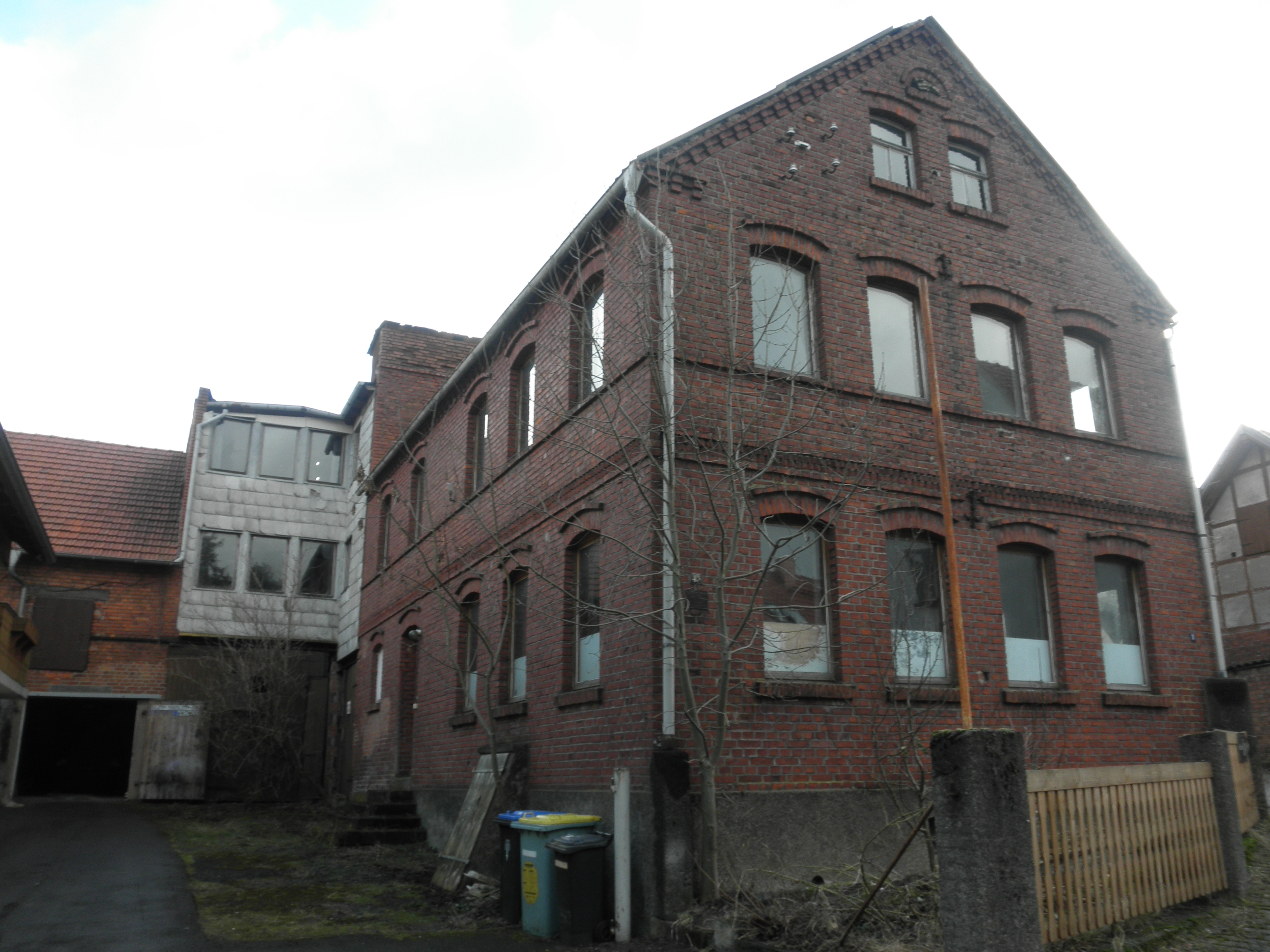
Alter Holzschnitzerei Produktionsstätte (Gebäude liegt z. Z. brach)
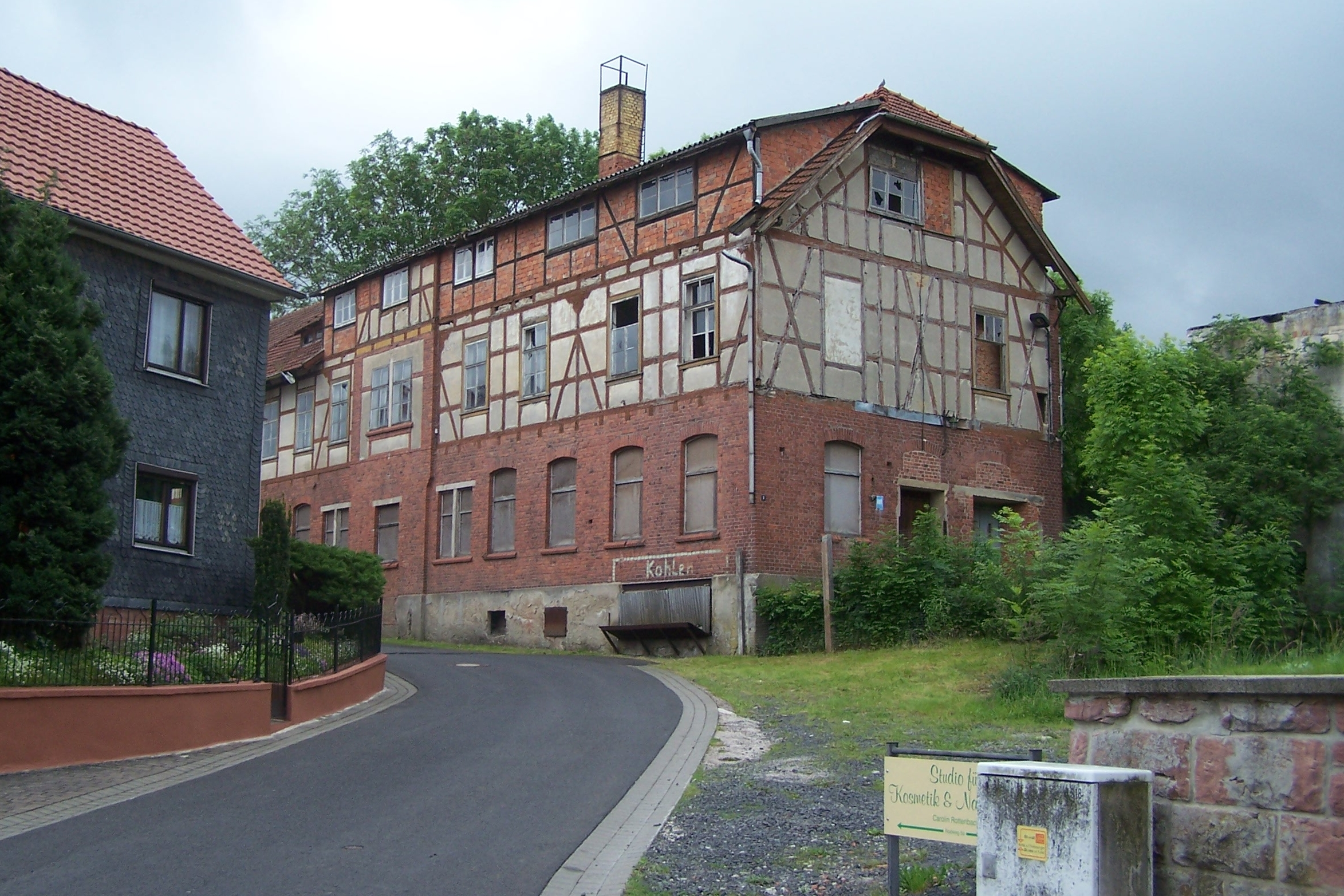
Alte Produktionsstätte Holzbetrieb Gustav Möller, Inh. Willy Möller, Empfertshausen/Rhön
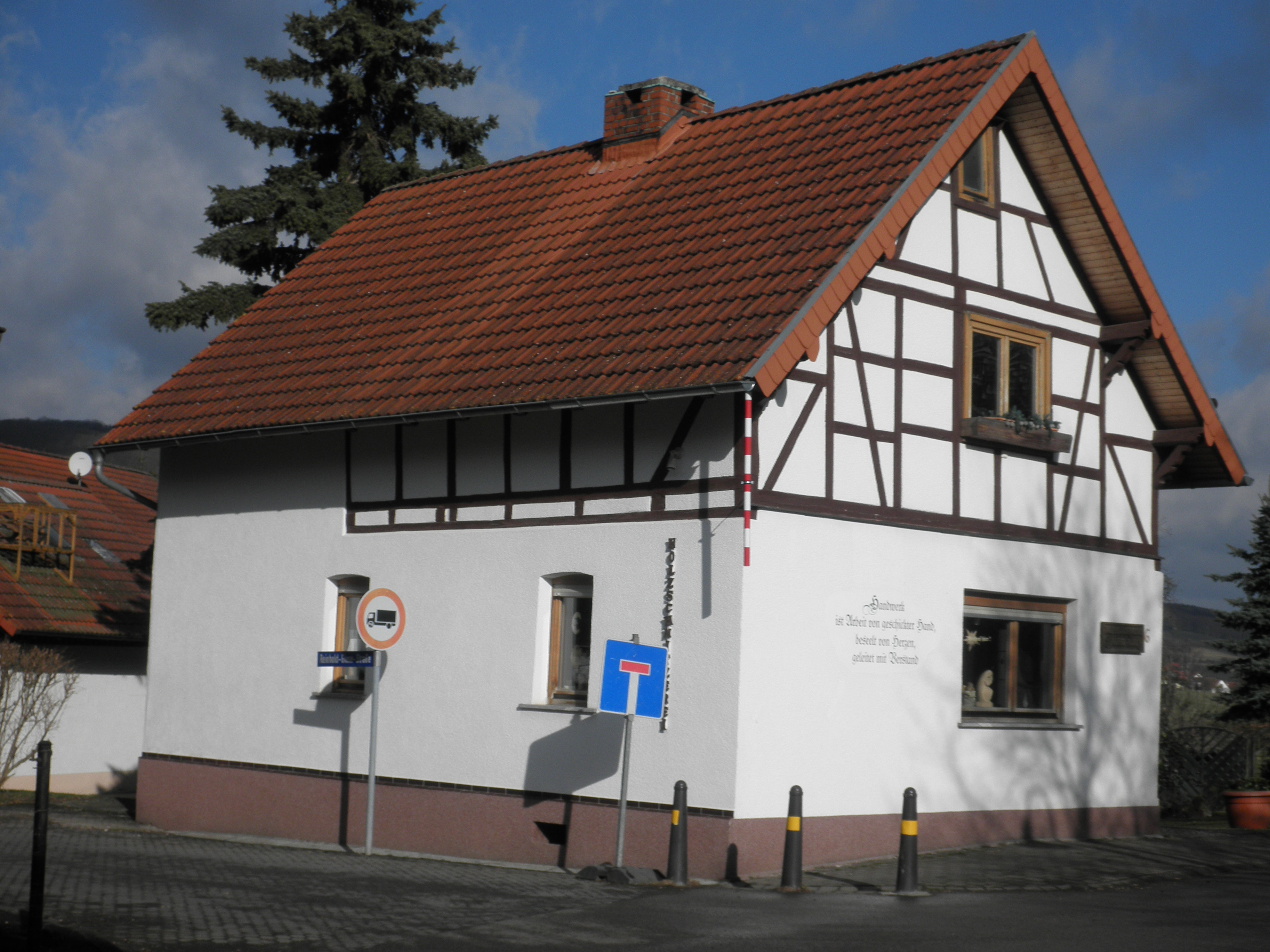
Schnitzerei Manfred Vogel
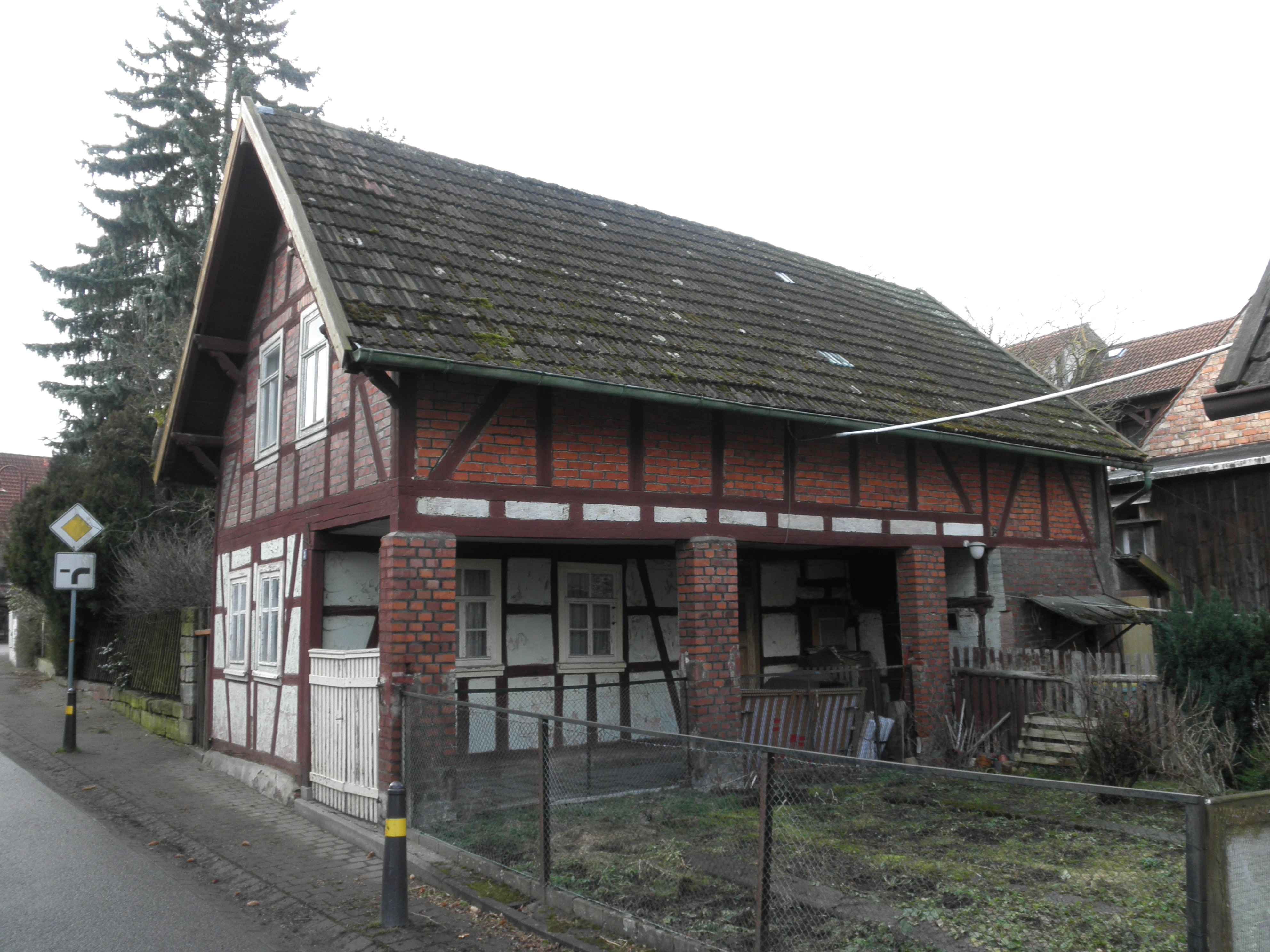
Altes Schnitzerhaus (2014 zur Verwendung im Thüringer Freilichtmuseum Hohenfelden abgebaut)

In der 1936 gebauten und 1937 eröffneten Schnitzschule oberhalb des Ortes kann die gesamte Ausbildung als Holzbildhauer und Holzbildhauermeister erfolgen.

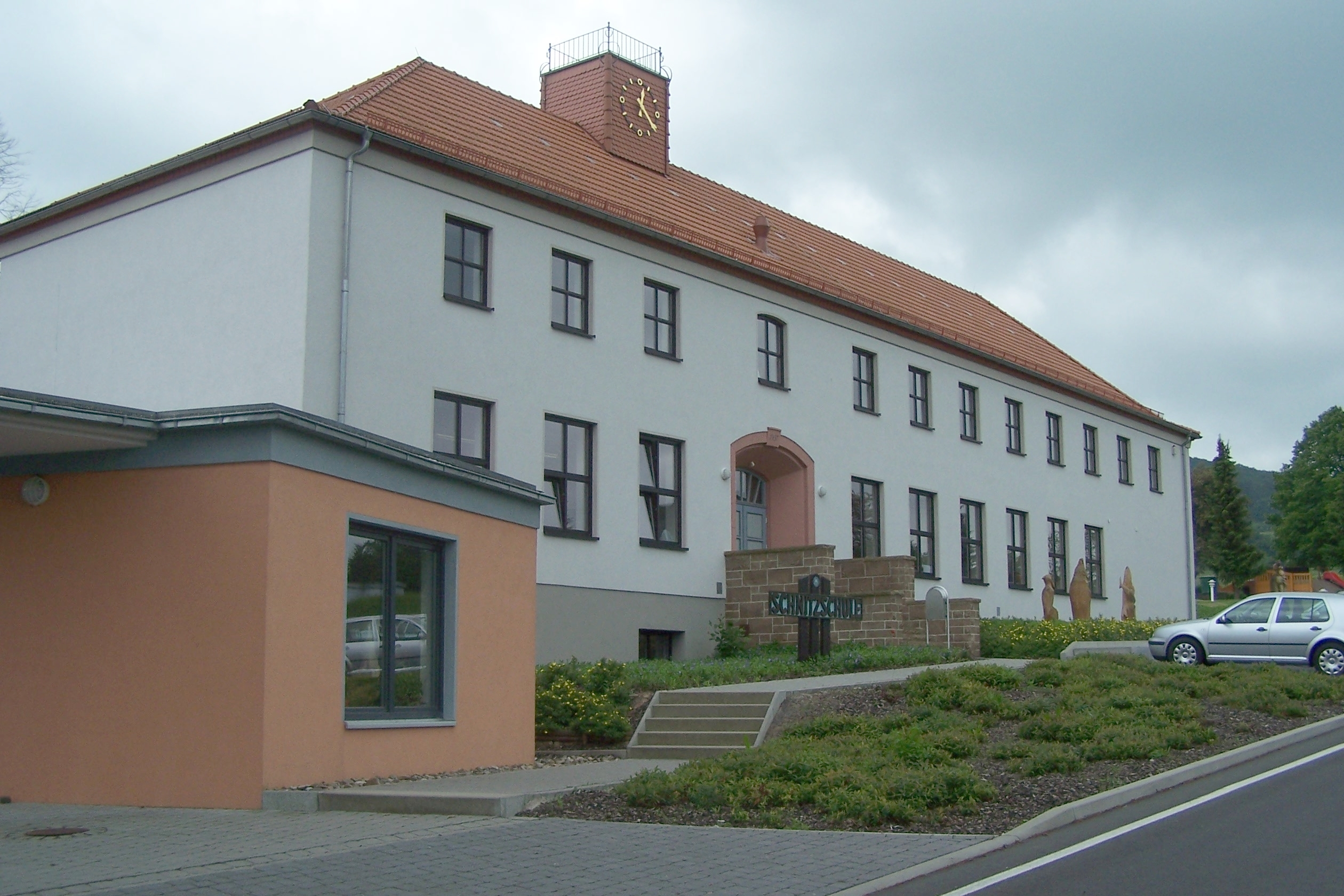
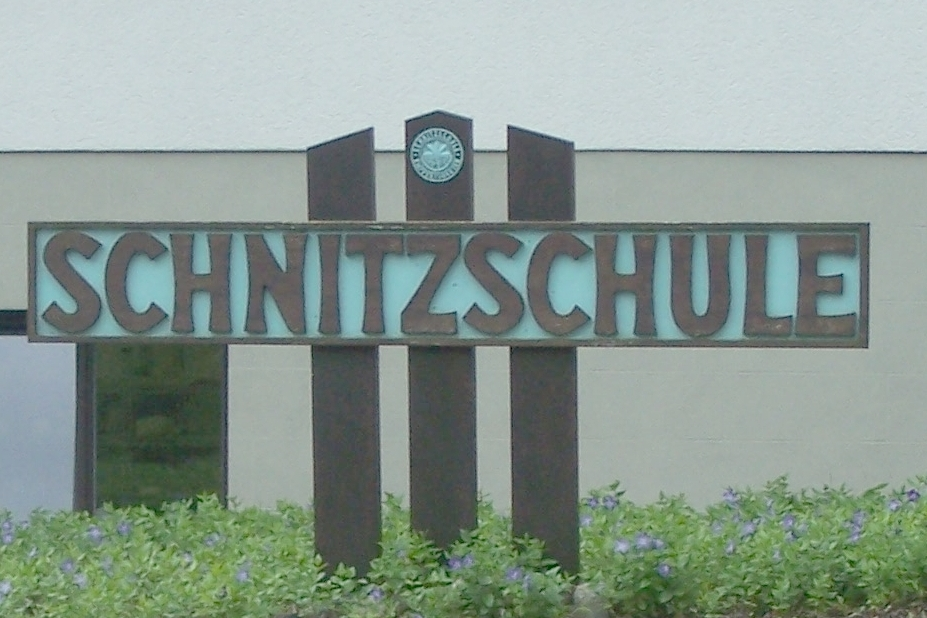
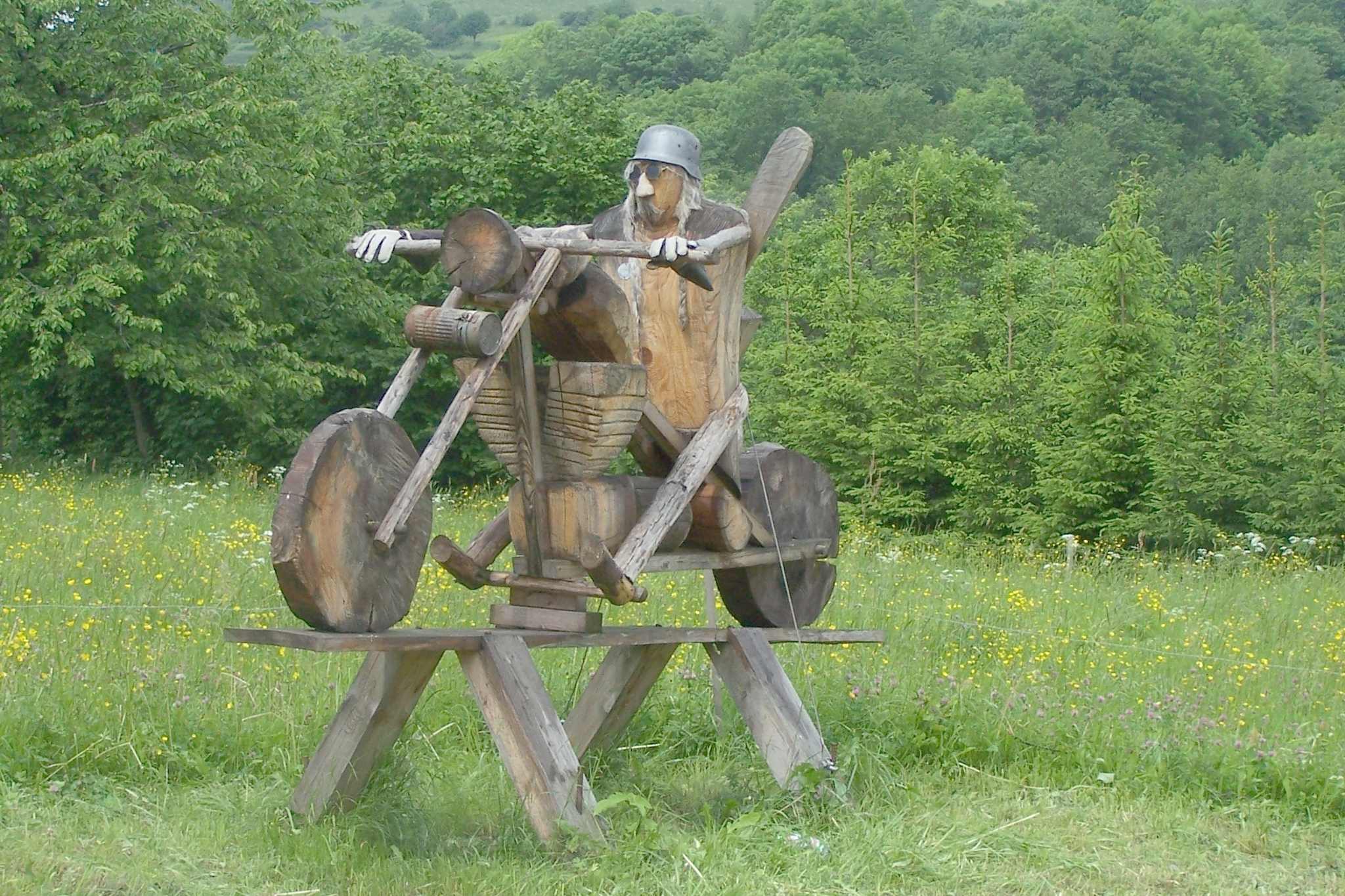
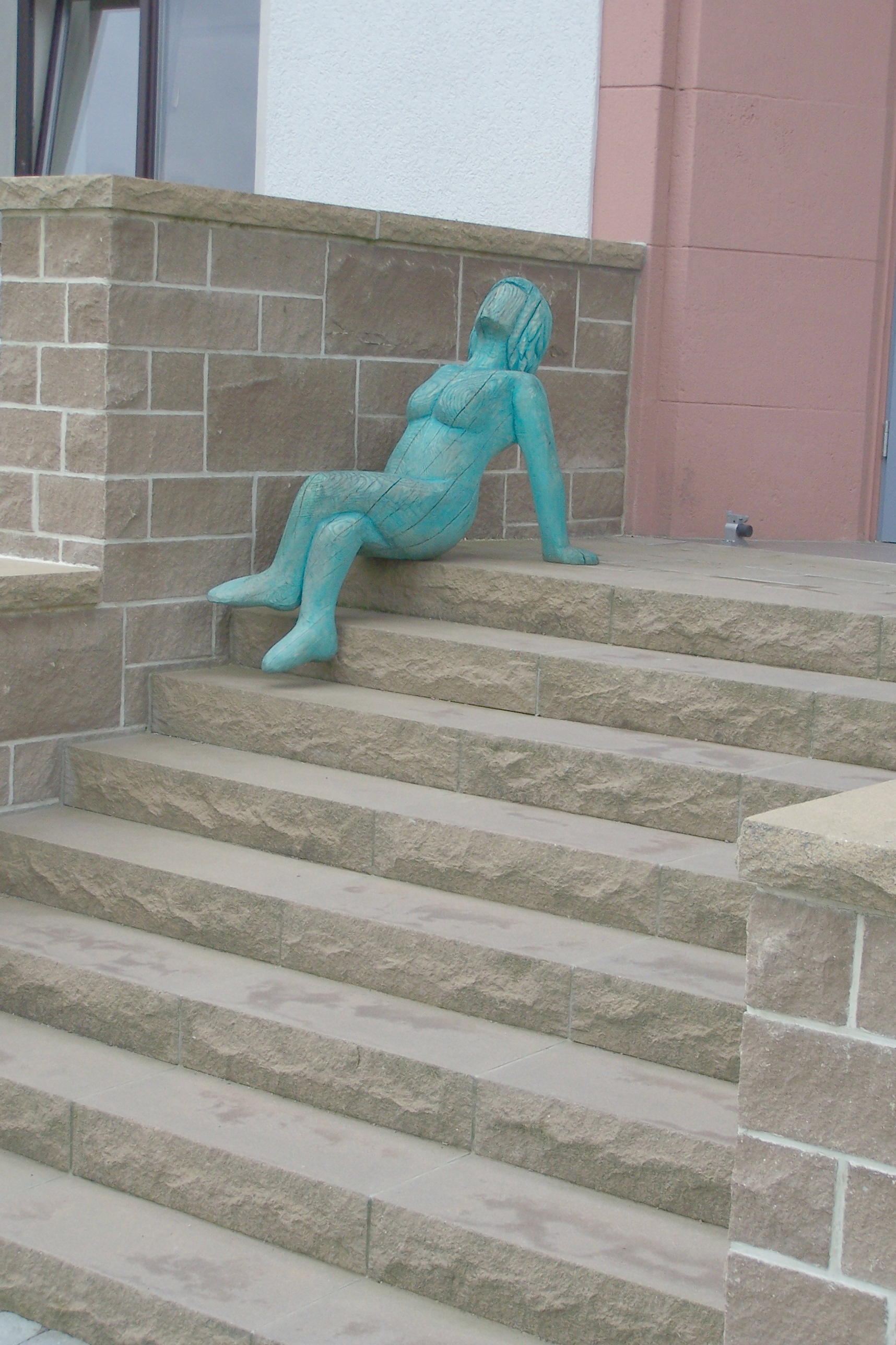
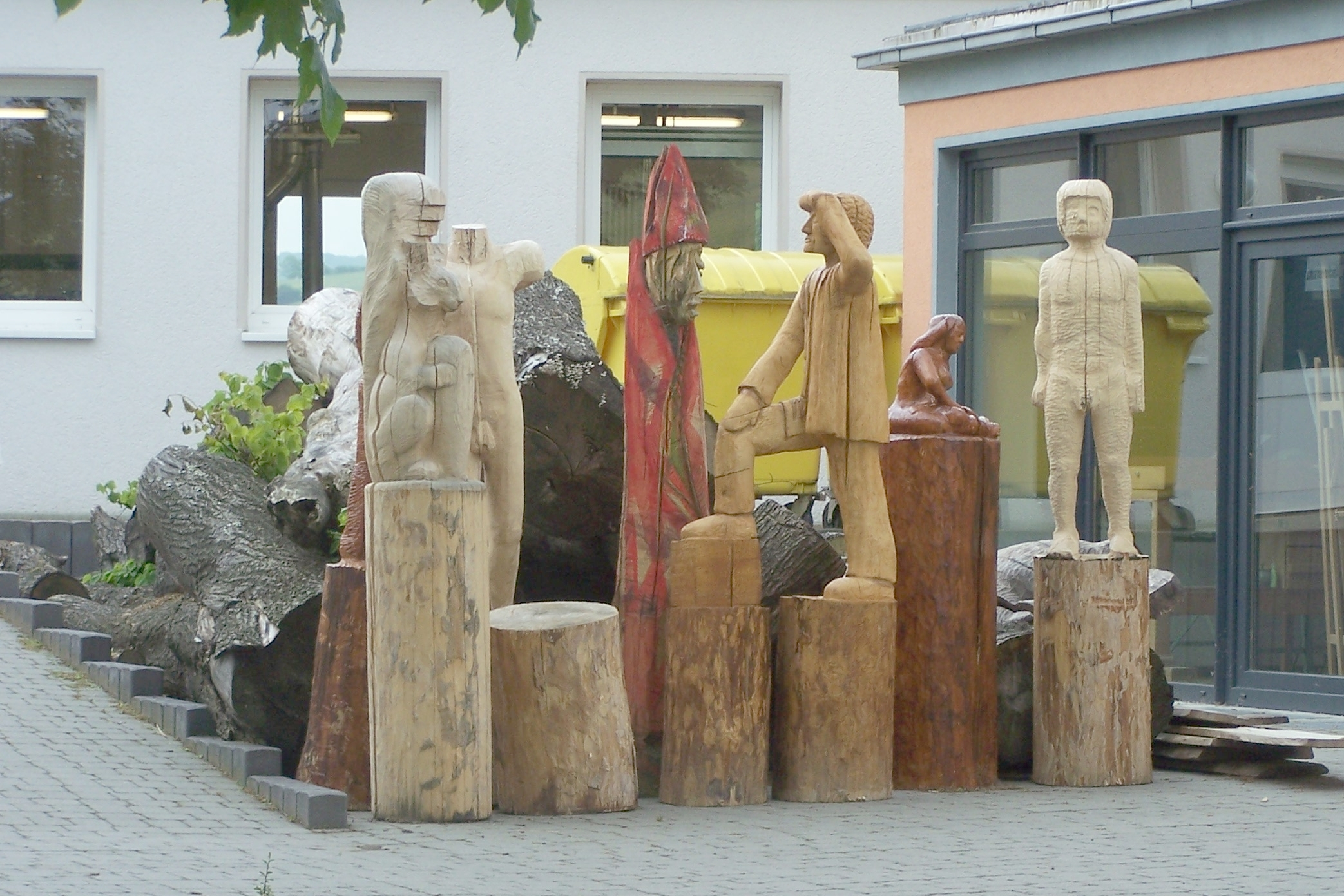

### Verkehr

#### Straßenverkehr / ÖPNV
Durch den zwei Kilometer entfernten Nachbarort Diedorf verläuft die B 285 im Abschnitt Dermbach–Kaltennordheim.
Nach Empfertshausen verkehren die Buslinien 132 und 133, die den Ort mit Dermbach und den Nachbarorten verbinden.

#### Schienenverkehr
Der Betrieb der Feldabahn wurde 2003 eingestellt, und 2008 wurde mit dem Rückbau der Gleisanlage begonnen. Die nächstgelegenen Bahnhöfe befinden sich jetzt in der Kreisstadt Bad Salzungen und östlich in Wasungen, jeweils im Streckennetz der Süd-Thüringen-Bahn.

### Wasser und Abwasser
Die Wasserver- und Abwasserentsorgung wird durch den Wasser- und Abwasserverband Bad Salzungen sichergestellt.

## Vereine
- Rhöner Holzbildhauer e. V.
- SSV Germania Empfertshausen e. V.
- Kleintierzuchtverein 1961 Empfertshausen e. V.
- Brieftaubenverein „Rhöntreue“ Empfertshausen e. V.
- Kirmes- und Kulturverein Empfertshausen e. V.